# 히어 컴스 더 붐
《히어 컴스 더 붐》(영어: Here Comes the Boom)은 2012년 공개된 미국의 코미디 영화이다.

## 출연

### 주연
- 셀마 헤이엑
- 케빈 제임스
- 헨리 윙클러

### 조연
- 조 로건
- 레기 리
- 바스 루텐
- 셜리 디세이
- 알렉산드라 이스트
- 그렉 저먼
- 멜리사 피터먼
- 제이크 자이러스